# Louis-Émile Noiret
Louis-Émile Noiret, francoski general, * 1879, † 1944.